# Hofanlage Blenhorster Straße 29

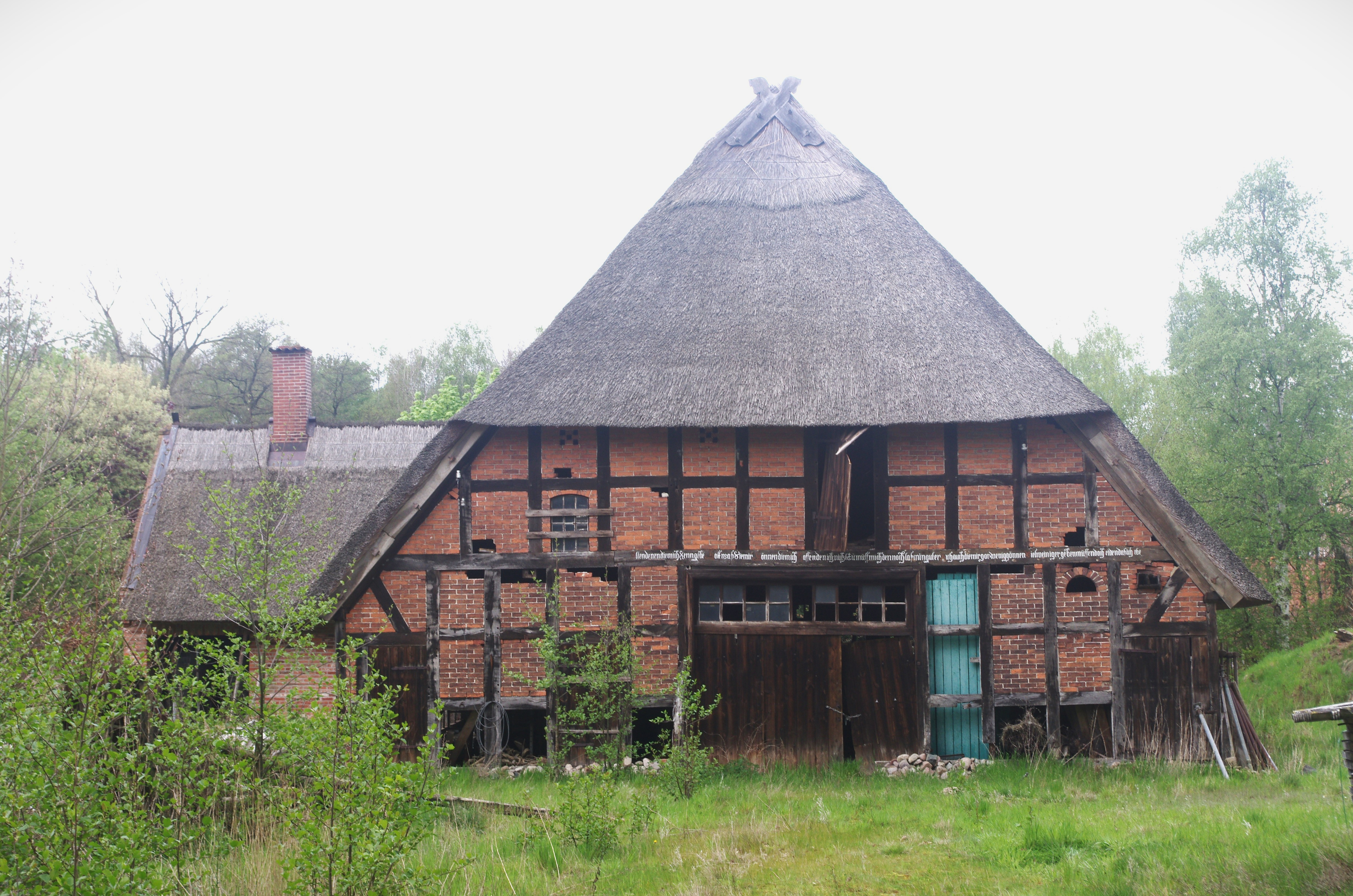
Wohn- und Wirtschaftsgebäude

Die Hofanlage Blenhorster Straße 29 in Balge-Blenhorst in der niedersächsischen Samtgemeinde Weser-Aue stammt vom 18. und 19. Jahrhundert.
 
Aktuell (2023) wird sie landwirtschaftlich genutzt.
Die Gebäude stehen unter Denkmalschutz (siehe auch Liste der Baudenkmale in Balge).

## Beschreibung
Die Hofanlage besteht aus:

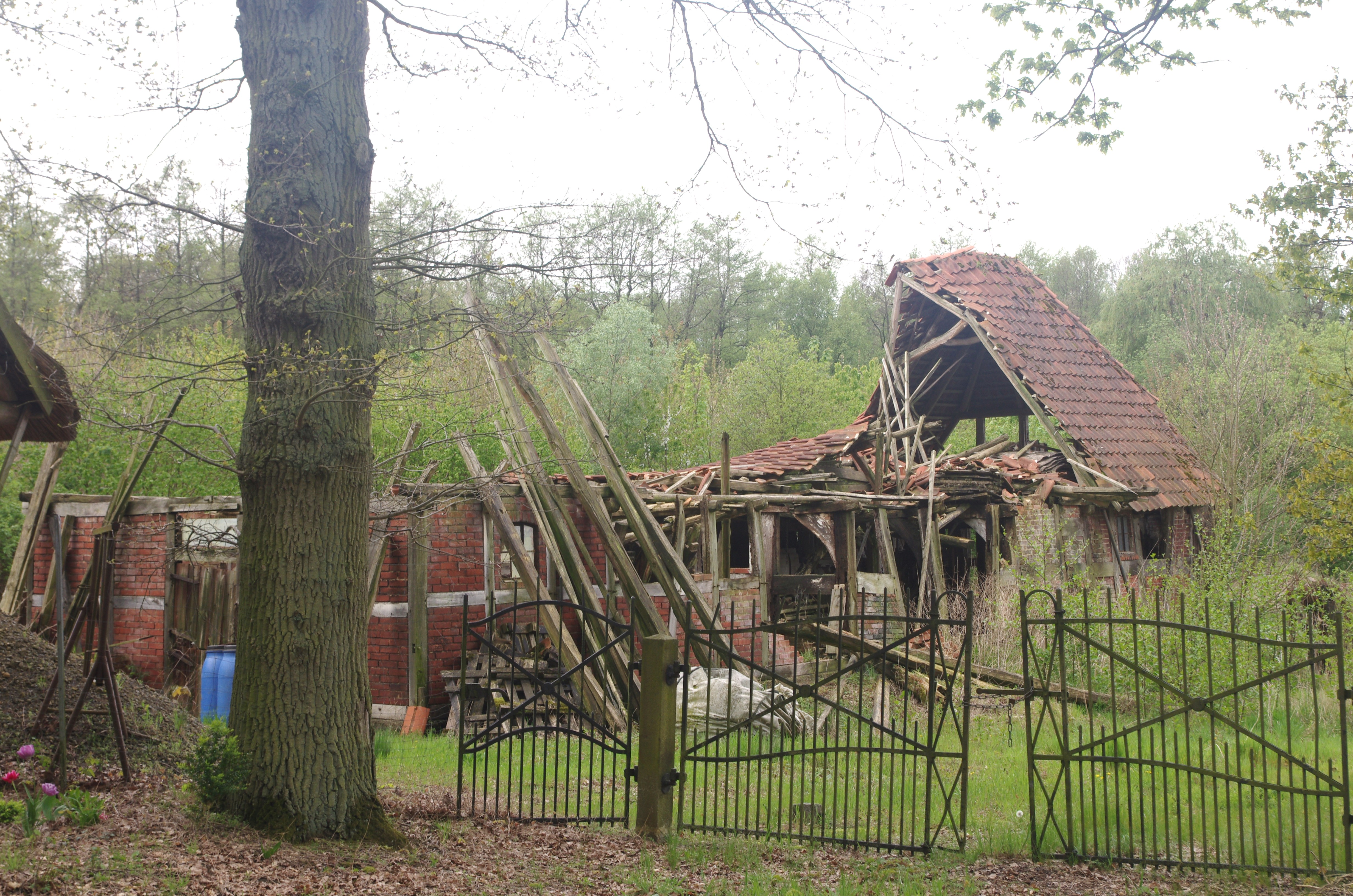
Ehemalige Scheune mit Stall

- dem eingeschossigen Wohn- und Wirtschaftsgebäude im Kern aus den 17. Jahrhundert als Zweiständerhallenhaus in Fachwerk mit Steinausfachungen und mit einem reetgedeckten Krüppelwalmdach als Niedersachsengiebel mit Uhlenloch und niedersächsischen Pferdeköpfen sowie mit einer Inschrift im Giebelbalken, es wurde in der zweiten Hälfte des 19. Jahrhunderts verlängert und verbreitert, das bauzeitliche Innengerüst des 16./ bzw. 17. Jahrhunderts ist teils erhalten,
- dem massiven Queranbau von um 1900
- und der langgestreckten Scheune mit Stall vom Ende des 19. Jahrhunderts als Fachwerkbau mit teilweise zweitverwendeten älteren und teilweise jüngeren Hölzern, Gebäude in Teilen abgerissen.

Das Landesdenkmalamt befand: „geschichtliche Bedeutung … durch beispielhafte Ausprägung eines langgestreckten Hallenhauses mit Reeteindeckung“.